# Srbi u NDH
Srbi u NDH su činili oko četvrtine stanovništva, po službenim podatcima iz 1941. bilo ih je 1.848.000 od ukupno 6.966.729 stanovnika (26,5%). U odnosu na površinu i stanovništvo prijašnje Banovine Hrvatske, nova država odrekla se područja na kojem je živjelo oko 400.000 Hrvata (Dalmacija), a zadobila područje na kojem je živjelo više od milijun Srba (veći dio današnje Bosne i Hercegovine) te oko 800.000 muslimana, koji su smatrani Hrvatima.
Za četverogodišnjeg postojanja NDH, Srbi su na tom području imali velik broj žrtava. Stručnjak za pitanja ljudskih gubitaka u drugom svjetskom ratu na tlu SFRJ, Vladimir Žerjavić, procjenjuje njihove žrtve na 335.000, od čega su 217.000 žrtve fašističkog terora. Te su brojke službena jugoslavenska historiografija i velikosrbi neumjereno preuveličavali, govoreći o preko 600.000 žrtava samo u Jasenovcu - Vojna enciklopedija, odnosno 1.110.929 - Bulatović.
Pitanje broja Srba postradalih u NDH do danas nije dovoljno temeljito istraženo. Demograf Stjepan Šterc ukazuje da je promidžba komunističke Jugoslavije dugotrajno mistificirala temu žrtava Drugoga svjetskog rata, uvećavajući žrtve u redovima Srba i trajno šuteći o brojnosti žrtava među drugim narodima. Ukazuje da se od popisa stanovništva Jugoslavije 1931. do onoga iz 1948. godine ukupan broj Srba ipak povećao za 735.117, dok se broj Hrvata na tom području u isto vrijeme umanjio za 12.647 (tih je godina postojao znatan prirodni rast stanovništva, pa se do broja ratnih gubitaka dolazi uz uvažavanja podataka o prirodnim kretanjima stanovništva). Doduše se pritom broj etničkih Srba u SR Hrvatskoj smanjio za 89.205 (u SR BiH je u isto vrijeme uvećan za 136.116), ali se sve do danas nije uvažio utjecaj migracija Srba iz Hrvatske prema SR Srbiji, gdje je osobito doseljavanjem u Vojvodinu supstituirano folksdojčersko stanovništvo (400.000 ljudi ili više) doseljavanjem etničkih Srba iz drugih dijelova Jugoslavije.
(Vidi o tome članak Srbi u NDH: Broj žrtava.)

## Politika nacionalne isključivosti
U nemirima do kojih dolazi u vrijeme Travanjskog rata 1941. javljaju se protuhrvatske akcije pojedinih jedinica jugoslavenske vojske u raspadanju te četničkih skupina (vidi članak Četnici u NDH), ali i akcije naoružanih skupina Hrvata: vojnika koji podižu pobunu (npr. Bjelovarski ustanak 8. travnja 1941.) i jedinica HSS-ove Zaštite.
Nisu svi Srbi bili apriorno neprijateljski prema novoj državi. Nova hrvatska vlast nije ni pokušala iskoristiti značajnu političku tradiciju suradnje Srba Prečana s Hrvatima koja je postojala u prvoj Jugoslaviji (Seljačko-demokratska koalicija) i ranije u Austrougarskoj (Hrvatsko-srpska koalicija). »Dio Srba u početku je želio surađivati s novim vlastima, ali je ubrzo došlo do isključenja Srba iz javnog života te do progona i masovnih likvidacija srpskog stanovništva. Ustaše su Srbe kao kolektivitet držali odgovornim za stradanja Hrvata u međuratnom razdoblju te su ih smatrali zaprekom u ostvarenju slobodne hrvatske države.« (Hrvatska enciklopedija, sv. 7, 2005.)
Ustaške vlasti proglašavaju sve Srbe na području NDH kolektivno krivima za nedaće Hrvata u Kraljevini Jugoslaviji, iako je Samostalna demokratska stranka, koju je podržavala većina prečanskih Srba 15 godina lojalno surađivala s HSS-om.[nedostaje izvor] Djelovanje svih stranaka ionako je bilo zabranjeno, a Vladko Maček i drugi vođe HSS-a optuživani zbog "izdajničke" politike sporazumijevanja sa Srbima. Kroz političku promidžbu i donošenjem zakonskih uredbi, istovremeno s rasnom, uvodi se i nacionalna isključivost. Također, svi se Srbi proglašavaju kolektivno krivima za oružane akcije protiv nove države i protiv civila-Hrvata, do kojih je dolazilo.
»Odmah po uspostavi NDH, u tisku je započela politička promidžba protiv Srba, a na javnim skupovima ustaški dužnosnici i članovi vlade, tumačeći politiku nove države u odnosu na Srbe, poticali su netoleranciju.« (Matković, str. 180) Mile Budak na skupu u Slavonskom Brodu: »Ako je tko Srbin ima Srbiju, i to je njegova domovina.« Ministar Milovan Žanić na skupu u Novoj Gradiški: »Ova država, ova naša domovina mora biti hrvatska i ničija više. I zato oni, koji su došli ovamo, ti treba i da odu.« (Matković, str. 180) Poznatu sintagmu da trećinu Srba treba pobiti, trećinu iseliti a trećinu pokrstiti izrekao je Mile Budak na skupu u Gospiću.[nedostaje izvor] Objavljena je u Narodnim novinama 7. srpnja 1941.[nedostaje izvor]
Srbi su odmah bili izloženi raznim mjerama konkretnih pritisaka i šikaniranja. Na njih su primijenene neke od nacista preuzete mjere protiv Židova i Roma. (Vidi članak Holokaust u NDH) Zabranjena je uporaba ćirilice, ukinut naziv srpsko-pravoslavna vjera (zamijenjen je starijim nazivom "grčko-iztočna vjera"; ova mjera je bila okrenuta protiv ekskluzivnosti Srba na veze s pravoslavljem u NDH), izdana je naredba o ograničavanju kretanja Srba u mjestima boravka te naredba o promjeni naziva pojedinih mjesta koja su u imenu imala srpsko obilježje. U Zagrebu je redarstvo početkom svibnja 1941. zabranilo kretanje Srba noću (od 18 do 8 sati), a istodobno je izdala naredbu o iseljenju Srba i Židova iz stanova u sjevernom dijelu grada (tj. iz četvrti najvišeg standarda). U nekim mjestima građani pravoslavne vjere morali su nositi plave trake s velikim slovom "P".
Svim tim mjerama pridružila su se i sve učestalija otpuštanja Srba iz službe, uhićenja i oduzimanja njihove imovine. Uhićenja su posebno zahvatila Srbe koji su se isticali u javnom i političkom životu bivše Jugoslavije, intelektualce i pravoslavne svećenike.

### Masovni pokolji
Za vrijeme Travanjskog rata (koji je završen 17. travnja kapitulacijom Vojske Kraljevine Jugoslavije), kao i u danima koji su uslijedili, na području na kojem je proglašena NDH bilo je mnogo oružanih nemira. Pojedine skupine vojnika i časnika odbijaju se predati (većinom Srbi, ali bilo je i Hrvata), izbjegavaju zarobljavanje i s oružjem se skrivaju u šumama i drugim povoljnim područjima. Naoružane skupine pojedinaca iz predratnh četničkih i sličnih organizacija pružaju otpor okupacijskim vojskama i novoproglašenoj državi, te iskaljuju svoj bijes i na nemoćnim civilima.
Situacija u lipanjskom ustanku četnika pokazala je kako će ići stvari. "Već tada su se počela nazirati dva pristupa Srbima; jedan koji je imao polazište u stranačkoj politici, koji su ustaše surovo i bezobzirno provodile i drugi vojnički (domobranski), svjestan opasnosti takvog pristupa.". Ipak, bilo je izvjesnih indicija da su ustaške vlasti imale uvid u sastav četničkih pododbora i da su na osnovu toga vršile likvidacije.
Vlasti NDH, proglašavajući sve koji se ne pokoravaju za četnike i odmetnike, uz druge represivne mjere, započele su akcije masovnih pokolja cijelih sela. Prvi takav slučaj, organiziran iz Zagreba, dogodio se u selu Gudovcu kraj Bjelovara, gdje su u odgovor na nekoliko oružanih incidenata, u kojima su poginula dvojica Hrvata, 27. i 28. travnja, pobijeni svi stanovnici sela, njih oko 180. Uslijedili su slični masovni pokolji na drugim područjima. Jedan od njih izveden je 13. svibnja u Glini, o čemu je vijest došla do nadbiskupa Alojzija Stepinca, koji je odmah prosvjedovao kod poglavnika Ante Pavelića (vidi:  Prosvjedi katoličke crkve zbog progona i pogroma u NDH).
Uz masovne pokolje "na licu mjesta", organizirane su i akcije čišćenja, tzv. "dizanja" čitavih sela, s odvođenjem svih muškaraca u Sabirni logor Jasenovac i druge logore. (Za konkretni primjer takvih mjera i surove osvete partizana, vidi članak Španovica.) Organizatori su se nadali da će paralelna masovna prisilna iseljavanja u Srbiji prikriti pokolje.
Tijekom 1942. godine, unatoč mjerama za ublažavanje državne politike prema Srbima i dalje je bilo akcija masovnog ubijanja. Masovno čišćenje teritorija od svog stanovništva primijenjeno je sredinom 1942. u ofanzivama na području Banovine, Korduna i Kozare. Mnogi su pobijeni na terenu, drugi odvedeni u Jasenovac i velikim dijelom pobijeni; dio je preseljen na područje Slavonije, na imanja Srba ranije iseljenih u Srbiju; kasnije su mnogi ponovo seljenji, neki pobijeni. Mnogi su vrbovani za rad u Njemačkoj. Mnogi su izbjegli na teritorije koje kontrolira Narodnooslobodilački pokret i pridružili se partizanima. (Milošević, str. 165–166)
Velikosrpska propaganda je i žrtve Hrvate koje su pobili četnici pripisivala u Srbe. Kroz to tobožnje neutralno pisanje kojim je tobože priznato da su "četnici ubivali i Srbe", prikriveno su prisvajana hrvatska sela. Tako su primjerice optužujući popa Đujića zbog zločina nad Srbima krili stvarnu prirodu toga pokreta, uz istodobno pripremanje terena da »stvarne žrtve četničkoga zločina na hrvatskoj zemlji, pedeset godina kasnije postaju - srpska ubijena 'nejač'«. Tako je beogradski Danas pisao Svojom okrutnošću Đujić i njegovi četnici posebno su se isticali potkraj 1942. i početkom 1943. godine, kad su opkolili srpsko stanovništvo u selima Gata, Tugare, Cista, Gornji Dolac, Zvecanje, Dugo Polje, Stikovo, Maovice, Otavice, Vinalic, Kijevo i Gorjak, otvoreno svojatajući hrvatska sela u Poljicima (Gata, Tugare, Čista, Gornji Dolac, Zvečanje ...) tvrdeći da je u njima živjelo srpsko stanovništvo. Srbi ondje ne žive danas, niti su ikad živjeli.

### Prisilno iseljavanje u Srbiju
Već u lipnju 1941. započelo je masovno prisilno iseljavanje Srba u Srbiju. To je započeto u dogovoru s Nijemcima, u "zamjenu" za Slovence koje su Nijemci iz dijela Slovenije pripojenog Reichu iseljavali u Hrvatsku. Akcija je obustavljena kada je započet ustanak u Srbiji (Užička republika), pa njemačkim okupacijskim vlastima u Srbiji nije odgovarao prihvat velikih broja novih potencijalnih pobunjenika. Po njemačkih podatcima, potkraj srpnja 1941. u Srbiji je bilo oko 137.000 preseljenih i bjegunaca. S obzirom na to da je bilo i ilegalnog useljavanja, smatra se da je taj broj oko 180.000. (Matković, str. 181.)
Prisilno iseljavanje Srba u Srbiju bilo je sukladno politici vraćanja obitelji srpskih dobrovoljaca (tzv. Solunci) koji su kolonizirani u Hrvatsku. Bilo je i kretanja u suprotnom pravcu. Mađarska je obitelji koloniziranih Srba iz Hrvatske, koloniziranih za Kraljevine SHS vraćala natrag u Hrvatsku.

## Prosvjedi nadbiskupa Stepinca i drugih biskupa
Protiv politike kolektivne odmazde i proizvoljnih progona i ubijanja odlučno je prosvjedovao nadbiskup Alojzije Stepinac. Slično su postupali i drugi biskupi i svećenici.

## Državno poticani vjerski prijelazi 1941. – 1942.
Poglavnik Ante Pavelić je 3. svibnja 1941. donio Zakonsku odredbu o prelazu s jedne vjere na drugu. Svi raniji zakoni o tome ukinuti su. Propisano je da je za valjanost prelaza potrebno podnijeti pismenu prijavu kotarskim odnosno gradskim vlastima, koja za to izdaje potvrdu. Krajem svibnja izdana je Uputa o prijelazu s jedne vjere na drugu. Za razliku od vladine odredbe koja objektivno olakšava vjerske prijelaze, najviši autoritet Crkve u NDH taj proces objektivno otežava: pristup u Katoličku crkvu mora biti potpuno slobodan izraz vjere, bez ikakvih drugih primjesa. Unatoč tome, zbog različitih mjera represije i prijetnji fizičkim uništenjem ili iseljavanjem, mnogi su Srbi bili spremni na vjerski prijelaz. No za to je trebalo pribaviti Potvrdu o osobnoj čestitosti, koju su izdavale kotarske i općinske uprave. Pri tome su, po uputama državnih vlasti, morale paziti da potvrde ne izdaju određenim kategorijama srpskog stanovništva kao što su učitelji, svećenici, bogati trgovci i obrtnici te posebno inteligencija (po tome su, zapravo, ostali samo seljaci). U kolovozu 1941. akcija vjerskih prijelaza poprimila je široke razmjere i sve više se izvodila uz mjere prisile. Usprkos toj akciji, istovremeno su i dalje provođena masovna hapšenja, odvođenja u logore i masovne fizičke likvidacije. (Matković, str. 181-182') Bilo je mnogo korupcije i zloupotreba, iako je Ministarstvo unutarnjih poslova upozoravalo da »oni, koji su prešli na katolicizam treba da osjete, da su dobili neku zaštitu u pogledu otpuštanja i selenja«. (Krišto, str. 185-188')
Politika masovnih prisilnih vjerskih prijelaza napuštana je od ožujka 1942. Ministar pravosuđa i bogoštovlja Mirko Puk u Hrvatskom državnom saboru držao je 25. veljače 1942. govor o prelasku pravoslavnih u katoličku vjeru, navodeći da se radi o vraćanju u vjeru njihovih djedova. Svi koji to ne prihvate, moraju napustiti Hrvatsku. Tri dana kasnije, 28. veljače Ante Pavelić govori drukčije. Vjera je ostavljena svakom na volju, i nadležne ovlasti trebaju odobriti prelaz iz pravoslavne na katoličku, muslimansku ili evangelističku vjeru samo ako se osvjedoče da je to pošten čovjek i da to radi iz uvjerenja.(Brzopisni zapisnici prvog zasjedanja Hrvatskog državnog sabora, str. 161) Tada je osnovana Hrvatska pravoslavna crkva, kao pokušaj da se pravoslavno stanovništvo veže uz NDH. Za mitropolita HPC postavljen je Germogen Maksimov, ranije episkop namjesnik Donske eparhije u Novočerkasku te arhiepiskop jekaterinoslavskim i mitropolitom novomoskovskim. U to su vrijeme izvođene i druge mjere da se politika prema Srbima ublaži.

### Otpor Katoličke crkve prisilnim vjerskim prijelazima i terminologija
Katolički biskupi opirali su se miješanju države u vjerska pitanja, te državnim pritiscima za prisilne vjerske prijelaze pravoslavaca. (Vidi članak Katolička crkva u NDH). Katolička crkva ne koristi termin prekrštavanje za prijelaz iz pravoslavlja u katoličanstvo, nego "prijelaz u katoličku vjeru", jer pravoslavci već jesu kršteni i Katolička ih crkva priznaje kao kršćane. Pogotovo ne pokrštavanje, jer pokrštavaju se pogani.

## Pokušaj ublažavanja politike progona
Tijekom 1942. pod pritiskom Njemačke koja je bila nezadovoljna zbog nemira i rastuće snage narodnooslobodilačkog pokreta, Pavelić ublažava politiku prema Srbima. Proglašava Srbe "Hrvatima pravoslavne vjere", obećava obustavu progona i osniva Hrvatsku pravoslavnu crkvu. Kao krivac za prethodne masovne progone Srba smijenjen je u listopadu 1942. Eugen Dido Kvaternik. To nije nimalo smirilo situaciju.
Tijekom 1943. osnivane su tzv. DORA pukovnije (domobranske radne pukovnije), u koje su bili pozivani prvenstveno pravoslavni građani NDH. Bila su i dva aktivna generala pravoslavca, a dr. Savo Besarović postao je ministar. Oko 3.000 pravoslavaca pušteno je iz logora i zatvora.
Vlasti NDH također su sklapale pojedinačne sporazume s četničkim vođama, na području njemačke okupacijske zone izravno, a talijanske neizravno, kako bi se izbjegli međusobni sukobi i koordinirale akcije protiv partizana. To nije spriječilo međusobno veliko nepovjerenje i povremene oružane sukobe. Sva su nastojanja ostala bez uspjeha pred narastajućom snagom Narodnooslobodilačkog pokreta.

## Unutarnje poveznice
- Nezavisna država Hrvatska
- Srbi u NDH: Broj žrtava
- Hrvatska pravoslavna crkva
- Sabirni logor Jasenovac
- Katolička crkva u NDH i progoni Srba
- Četnici u NDH
- Drugi svjetski rat u Jugoslaviji